# Орландини, Джузеппе Мария
Джузеппе Мария Орландини (итал. Giuseppe Maria Orlandini; 4 апреля 1676, Флоренция, великое герцогство Тоскана — 24 октября 1760, там же) — один из известных итальянских оперных композиторов первой половины XVIII века.

## Биография
Джузеппе Мария Орландини родился во Флоренции 4 апреля 1676 года у Андреа Орландини и Вирджинии Ломбарди. Обучался музыке с Доменико Скорпионе. Его первым сочинением стала, написанная в 1695 году по заказу братства святого Себастьяна, оратория «Мученичество Святого Себастьяна» (итал. Il martirio di san Sebastiano) по либретто Алессандро Гивиццани. В следующем году, по заказу ораториан, написал ораторию «Отроки вавилонские» (итал.  I fanciulli babilonesi), затем ещё две оратории — в 1705 году «Вечный триумф мученичества святой Люции» (итал. La costanza trionfante nel martirio di santa Lucia) по либретто Бернардо Кольци и в 1712 году (с итал. — «Блудный сын») по либретто Бенедетто Памфили.
Оперный дебют композитора состоялся в 1706 году оперой «Артаксеркс» (итал. Artaserse) по либретто Апостоло Дзено и Пьетро Парьяти в Ливорно в 1706 году. Джузеппе Мария Орландини покровительствовал наследный принц Великого герцогства Тосканы Фердинандо Медичи, меломан и организатор музыкальных спектаклей. В 1711 году композитор был принят на место капельмейстера в капеллу принца Джан Гастоне Медичи, который в 1723 году стал великим герцогом Тосканы. Оперы, написанные им в эти годы и поставленные на сценах театров Флоренции, Генуи, Рима, Болоньи, Пармы, Форли, Модены, имели успех у публики. В Болонье, куда он переехал из Флоренции, композитор познакомился с художником по костюмам и импресарио Чезаре Бонаццоли. В этом городе в 1717 году Джузеппе Мария Орландини женился на певице Марие Маддалене Бонавия, которая родила ему сына и дочь.
В 1719 году он был принят в члены Филармонической академии в Болонье, в которой в 1721 и 1722 годах исполнял обязанности первого советника, а в 1726 и 1730 годах – цензора, рассматривавшего произведения в честь святого Антония Падуанского – покровителя музыкального учреждения, ежегодно предлагавшиеся композиторами на день его памяти. Дважды, в 1724 и 1729 годах, отказался от выдвижения своей кандидатуры на место главы академии. Влияние композитора на музыкальную жизнь Болоньи было настолько сильным, что в 1732 году он стал героем сатирической оперетты «Театр горькой памяти» (итал. Teatro dell’amara rimembranza).
В это время его оперы ставились на сценах театров Милана, Венеции, Турина и, даже, Лондона, Парижа и Гамбурга. В 1727 году постановка в Болонье оперы «Антигона» (итал. Antigona), она же «Коронованная верность» (итал. La fedeltà coronata) по либретто Бенедетто Пасквалиго, в которой участвовали известные оперные певцы — Антонио Бернакки, Антония Маргерита Мериги, Николино Гримальди и Карло Броски, он же Фаринелли, стала одним из заметных явлений в музыкальной жизни того времени.
В 1732 году Джузеппе Мария Орландини вернулся во Флоренцию и был назначен капельмейстером в капеллу при соборе Флорентийской Богоматери, вместе с исполнением обязанностей придворного капельмейстера. В 1737 году новый Великий герцог Тосканы, Франческо II подтвердил его назначение. В знак благодарности композитор посвятил ему кантату «Свадьба Персея и Андромеды» (итал. Le nozze di Perseo e d’Andromeda) по либретто Дамиано Марки, торжественная премьера которой состоялась на сцене театра Пергола в 1738 году.
С 1734 по 1757 год он также исполнял обязанности музыкального куратора в других церквях и ораториях Флоренции, написал большую часть своих ораторий, вместе с тем, продолжая сочинять оперы. Сотрудничал с театрами Пергола и Кокомеро. Его последними сценическими произведениями стали оперы-буффа «Фьяметта» (итал. La Fiammetta) и «Мот» (итал. Lo scialacquatore), написанные в 1743 и 1744 годах.
После 1753 года композитор прекратил сотрудничество с театрами. Его последним произведением стала оратория «Снятие с креста Господа нашего Иисуса Христа» по либретто Джованни Клаудио Пасквини, премьера которой состоялась в год его смерти.
Джузеппе Мария Орландини умер 24 октября 1760 года во Флоренции.

## Творческое наследие
Творческое наследие композитора включает 51 оперу (4 со спорной атрибуцией) и многочисленные сочинения церковной музыки.